# Penitenciarul Bacău
Penitenciarul Bacău este o unitate de detenție de categoria I din Bacău, România care deservește județele Bacău și Neamț. Acesta ține în custodie persoane arestate preventiv și  nerecidiviști sau recidiviști condamnați definitiv cu pedepse până la 25 ani. Directorul actual al unității este comisarul de penitenciare Victor Cuzic.

## Scurt istoric
Actualul penitenciar s-a mutat pe locul actual în anul 1885, în spațiul unde a fost unitate militară. Locul de deținere dispunea de patru corpuri de clădire pentru cazarea deținuților, un corp de clădire pentru pavilionul administrativ și alte construcții aferente. Acestea dispuneau de un spațiu care asigura cazarea pentru 143 deținuți.
Prin construcții ulterioare, s-a mărit capacitatea de cazare, în anul 1971 aceasta fiind de 770 locuri.